# Onorio Longhi

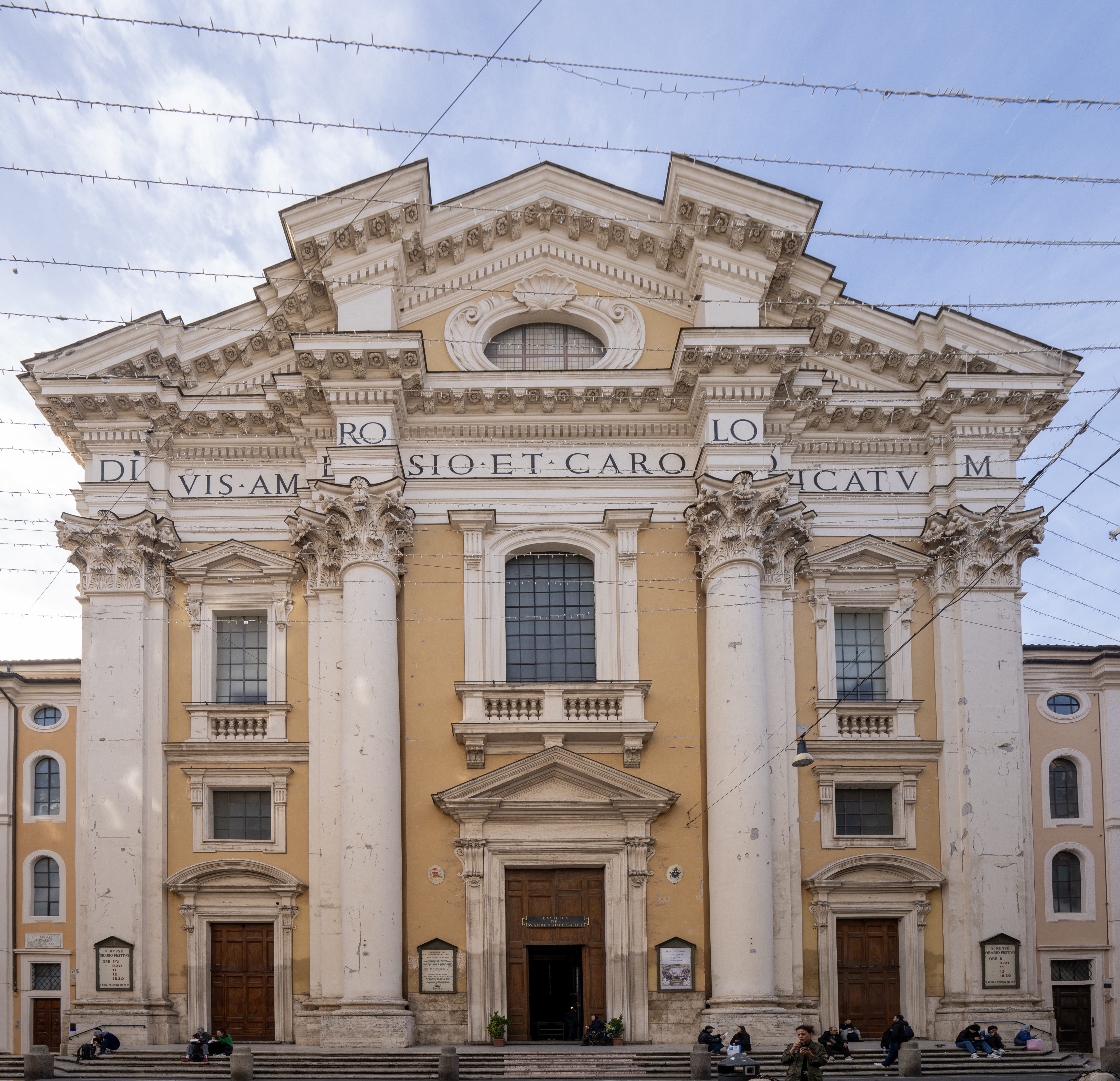
Fassade der Kirche Santi Ambrogio e Carlo

Onorio Longhi (* 12. Oktober 1568 in Viggiù; † 31. Dezember 1619 in Rom) war ein italienischer Architekt. Er gehörte der Architektendynastie der Longhi an.

## Leben
Onorio Longhi wurde 1568 als Sohn des Architekten Martino Longhi des Älteren in Viggiù in der Lombardei geboren. Er arbeitete als Assistent seines Vaters. Nach dessen Tod 1591 übernahm er dessen Aufträge. Er war ein enger Freund von Caravaggio und kam zusammen mit diesem immer wieder mit dem Gesetz in Konflikt. Er war auch in den Totschlag von Ranuccio Tommasoni durch Caravaggio verwickelt und musste deshalb 1606 in seine Heimat ins Exil gehen. Dort entwarf er Pläne für den Mailänder Dom, die jedoch nicht ausgeführt wurden.
1611 konnte Longhi nach Rom zurückkehren und begann mit dem Bau von Santi Ambrogio e Carlo, der Kirche die sein Hauptwerk werden sollte. Nach seinem Tod wurde sein Werk von seinem Sohn Martino Longhi dem Jüngeren fortgeführt.
Longhi war Mitglied der Accademia di San Luca.

## Werk

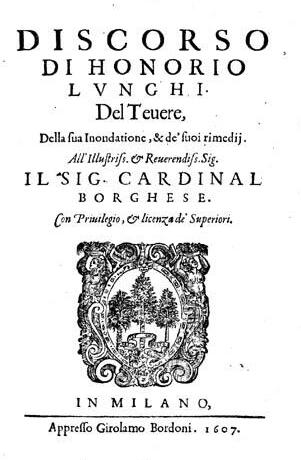
Discorso di Honorio Lunghi (1607)

- Santi Ambrogio e Carlo, Kirche in Rom, 1612 bis zu seinem Tod. Von Martino Longhi dem Jüngeren und Pietro da Cortona fertiggestellt.
- Santa Maria Liberatrice, Kirche in Rom, in den 1930er Jahren bei Ausgrabungen zum Forum Romanum zerstört.
- Cappella Santoro in der Lateransbasilika
- Palazzo Verospi in Rom
- Fassade des Palazzo Altemps
- Palazetto in der Villa Altemps, heute verschwunden. Die Hauptfassade wurde 1927 in das Haus Via del Campidoglio 8 eingesetzt.[2]
- Sant’Eusebio, Hochaltar
- Santa Maria in Aracoeli, Capella Colonna